# Mehdi Nemmouche
Le texte peut changer fréquemment, n’est peut-être pas à jour et peut manquer de recul. 
Le titre et la description de l'acte concerné reposent sur la qualification juridique retenue lors de la rédaction de l'article et peuvent évoluer en même temps que celle-ci.
Mehdi Nemmouche, né le 17 avril 1985 à Roubaix, est un criminel, terroriste islamiste et djihadiste français, auteur de l'attentat du musée juif de Belgique du 24 mai 2014. Il est également accusé d'avoir été un des geôliers de l'État islamique par les otages rescapés de ses prisons syriennes dans le cadre de la guerre civile.
Le 7 mars 2019 en Belgique, la cour d’assises le déclare coupable des quatre assassinats à caractère « terroriste » commis le 24 mai 2014 au musée juif de Bruxelles. Après plus de 8 heures de délibéré, il est condamné le 12 mars 2019 à la réclusion criminelle à perpétuité assortie d’une mise à disposition de la justice pour 15 ans.
En 2025, il est jugé à Paris en France pour la détention d'otages en Syrie entre 2013 et 2014, dont des journalistes français et travailleurs humanitaires. Le 21 mars 2025, il est condamné par la cour d'assises spéciale à la réclusion criminelle à perpétuité assortie d'une période de sûreté de 22 ans

## Enfance
Il est né le 17 avril 1985 à Roubaix, originaire du quartier des Trois-Ponts, il n’a jamais connu son père et sa mère étant impécunieuse, il a été placé, comme ses deux sœurs, dès l’âge de trois mois en foyers et familles d’accueil. À l'âge de 17 ans, il est confié à sa grand-mère à Tourcoing, dans le quartier sensible de La Bourgogne. Il prépare ensuite un baccalauréat professionnel électrotechnique mais ne se présente pas aux épreuves en juin 2006 pour raisons de santé. En septembre 2006, il s'inscrit à la faculté pour tenter une capacité en droit.

## Parcours judiciaire
En 1999, il est l'auteur de plusieurs cambriolages, d'un vol et d'un recel.
En 2002, il agresse une enseignante, « avec usage ou menace d’une arme », à Tourcoing.
En janvier 2004, il est condamné une première fois par le tribunal pour enfants de Lille à une peine de trois mois d'emprisonnement dont deux et demi avec sursis pour des faits de vols avec violence. Il est emprisonné une première fois 17 jours à la maison d'arrêt de Loos (Nord).
En 2006, il est de nouveau condamné pour conduite sans permis.
En 2007, il est condamné à deux reprises pour refus d'obtempérer. Il est incarcéré un mois, puis dix-sept mois et quinze jours enfin trois mois et huit jours à la prison de Lille-Sequedin d'où il sort en novembre 2007,.
En décembre 2007, il est condamné par le tribunal correctionnel de Grasse (Alpes-Maritimes) à quatre ans d’emprisonnement dont un an assorti d'un sursis avec mise à l’épreuve pour vol aggravé commis le même mois dans la concession Yamaha de Saint-Laurent-du-Var, 
En 2008, il est condamné à dix-huit mois de prison pour le vol d’une voiture commis à Tourcoing.
En mai 2009, il est de nouveau condamné à deux ans de prison pour le braquage en août 2006 d'une supérette de cette même ville 

## Radicalisation
Il est incarcéré de décembre 2007 à décembre 2012, d'abord  à la maison d'arrêt de Grasse de décembre 2007 à juin 2008, puis au centre pénitentiaire de Salon-de-Provence de juin 2008 à décembre 2010, ensuite à celui du Pontet de décembre 2010 à mars 2011 et enfin au centre pénitentiaire de Toulon-La Farlède de mars 2011 à décembre 2012. Il s'y radicalise,. D'après le syndicaliste pénitentiaire David Mantion qui l’y a connu, «  Mehdi Nemmouche est arrivé en mars 2011. C’était un détenu calme, très sportif, athlétique. Les six premiers mois de sa détention ont été normaux. Puis on a vu un changement, et il est parti dans l’islam radical. Son comportement est devenu plus agressif et il a eu quelques altercations avec les surveillants. »
Le 20 septembre 2011, il est poursuivi pour avoir agressé un gardien  et placé en quartier disciplinaire, puis à l’isolement. Son emprise religieuse sur les autres détenus se renforce : « Il devenait très insistant pour obliger les prisonniers à faire leurs prières. Il était devenu peu bavard, inexpressif, mais poli. » Durant sa période d’isolement, il se laisse pousser la barbe, choisit de porter la djellaba et se retranche dans la religion. Selon le procureur de la République de Paris, François Molins, « durant sa dernière détention, il s'était distingué par son prosélytisme. Il faisait des appels à la prière collective lors des promenades ». En novembre 2010, l'administration avertit la Direction centrale du renseignement intérieur (DCRI) de son comportement. Son extrémisme religieux et diverses provocations, comme le jet de projectiles contre les surveillants, conduisent la direction de l'établissement pénitentiaire de Toulon à le placer un mois en quartier disciplinaire puis, d'octobre 2011 à décembre 2012, à le mettre à l'isolement.
Sorti de prison le 4 décembre 2012, il est fiché S mais part pour la Turquie le 31 décembre 2012 via la Belgique, la Grande-Bretagne et le Liban. De là, il est soupçonné d'avoir franchi la frontière turco-syrienne et d'avoir séjourné un an en Syrie où il rejoint l'État islamique en Irak et au Levant (EIIL), le principal groupe djihadiste participant à la guerre civile syrienne. Au sein de ce groupe, il aurait été geôlier brutal envers les otages, bien qu'il fût hiérarchiquement inférieur au Français Salim Benghalem. Au nombre des otages, figuraient notamment des journalistes français dont Nicolas Hénin, Didier François (grand reporter de la radio Europe 1), Édouard Elias et Pierre Torres. On retrouve ensuite sa trace à Istanbul d'où il gagne le 21 février 2014  la Malaisie. De là, il se rend à Singapour et Bangkok. Inscrit au fichier Schengen dès décembre 2012, par la DCRI, il est repéré à Francfort-sur-le-Main par les douaniers allemands lors de son retour en Europe le 18 mars 2014.

## Attentat du Musée juif de Bruxelles
L'attentat est commis le 24 mai 2014 au musée juif de Belgique à Bruxelles. Un homme y tire, avec ce qui semble être un revolver, depuis la rue vers le hall du musée et vise un couple de touristes. Il contourne leurs corps, puis, avec une Kalachnikov AKM ouvre de nouveau le feu depuis le hall vers l'intérieur du musée, sur deux autres personnes, employées à l'accueil. Puis il sort du bâtiment et s'enfuit.
Trois personnes sont tuées sur le coup. Il s'agit d'un couple de touristes israéliens, Emanuel et Miriam Riva, âgés de 54 et 53 ans, et d'une Française, Dominique Sabrier, 66 ans, travaillant bénévolement au musée. La quatrième victime est Alexandre Strens, un Belge de 25 ans préposé à l'accueil du musée. Transporté à l'hôpital Saint-Pierre, grièvement blessé, il restera dans le coma et mourra quelques jours plus tard, le 6 juin.
L'enquête est confiée à l'unité anti terroriste de la Police Judiciaire fédérale de Bruxelles, la DR3.
Mehdi Nemmouche serait le premier djihadiste issu des rangs de l’État islamique à avoir commis un attentat en Europe,.

## Arrestation
Au cours d'un contrôle de douane inopiné effectué le vendredi 30 mai 2014 à la gare routière internationale de Marseille Saint-Charles à bord d'un autocar en provenance d’Amsterdam via Bruxelles, Mehdi Nemmouche est interpellé en possession d'armes ressemblant à celles visibles sur la vidéosurveillance de la fusillade de l'attentat du Musée juif de Belgique, d'une casquette semblable à celle que portait le tueur et d'une caméra de type GoPro,. Il est placé en garde à vue pour assassinat, tentative d'assassinat, détention et transport d'armes, en lien avec une entreprise terroriste. Dans une vidéo trouvée par les enquêteurs lors de son arrestation, une voix off qui ressemble à celle du suspect revendique l'attentat.
Le 31 mai 2014, un mandat d'arrêt européen est émis par la justice belge contre lui. Présenté le 4 juin 2014 au parquet général du tribunal de Versailles (Yvelines), il annonce d'abord son intention de s'opposer à son extradition en Belgique et se voit écroué au centre pénitentiaire de Bois-d'Arcy dans les Yvelines, mais y renonce le 10 juillet.
En avril 2018, il est renvoyé devant la cour d'assises de Bruxelles avec son complice présumé Nacer Bendrer (le troisième inculpé, le Français Monir Attalah, bénéficiant lui d'un non-lieu) pour un procès qui se tient à partir de janvier 2019.

## Présomption de participation à la détention d'otages
En juin 2013, quatre journalistes ; Didier François, Édouard Elias, Nicolas Hénin et Pierre Torres, sont enlevés en Syrie par des groupes djihadistes. Début juillet, les otages sont transférés dans « le sous-sol de l'hôpital ophtalmologique d'Alep, aménagé en prison ». Ils y rencontrent un gardien français, surnommé Abou Omar, qui « selon les différents témoignages, se distingue par sa cruauté », et qui ne cache ni son antisémitisme, ni « sa vénération pour Mohammed Merah ». En mars 2014, après un passage en Asie, le djihadiste français rejoint l'Europe. Les otages, qui sont libérés en avril de la même année, reconnaissent leur tortionnaire « Abou Omar », « sur la photo diffusée dans les médias au lendemain de l’arrestation de Mehdi Nemmouche ». Nicolas Hénin prévient la Direction générale de la sécurité intérieure. Pierre Torres, Didier François, Édouard Elias, Federico Motka et Marcos Marginedas identifient également Mehdi Nemmouche au son de sa voix,.
Le journaliste Nicolas Hénin affirme notamment avoir été « maltraité » par Mehdi Nemmouche : « Quand Nemmouche ne chantait pas, il torturait. Il était membre d'un petit groupe de Français dont la venue terrorisait la cinquantaine de prisonniers syriens détenus dans les cellules voisines. Chaque soir, les coups commençaient à pleuvoir dans la salle dans laquelle j'avais moi-même été interrogé. La torture durait toute la nuit, jusqu'à la prière de l'aube. Aux hurlements des prisonniers répondaient parfois des glapissements en français ». Nicolas Hénin estime que la personnalité de Mehdi Nemmouche est « caractérisée par un très grand ego. Il n'était probablement pas parti en Syrie pour se battre contre un quelconque idéal. [...] Nemmouche ne voulait qu'un beau procès. Faire la une, à l'image d'un Merah qu'il citait souvent en exemple ».
En 2023, la DGSI identifie Mehdi Nemmouche, Salim Benghalem et un autre djihadiste français, sur des images de vidéosurveillance enregistrées dans le sous-sol d'un hôpital d'Alep reconverti en centre de torture en 2013, récupérées par une ONG et remises à la justice française, qui montrent des actes de violences commises sur des détenus.
Le 17 février 2025, son procès, ainsi que quatre autres djihadistes également accusés d'être impliqués dans la détention d'otages, s'ouvre à Paris,.

## Procès en Belgique
Le 7 mars 2019, la cour d’assises de Bruxelles le déclare coupable, avec Nacer Bendrer considéré comme coauteur des faits en ayant fourni les armes, des quatre assassinats à caractère « terroriste » commis le 24 mai 2014 au musée juif de Bruxelles.
Le procès est marqué par les interventions des avocats Sébastien Courtoy et Henri Laquay qui ont comparé les procureurs à des guillotineurs, les enquêteurs à des êtres corrompus et accusé les journalistes français Nicolas Hénin et Didier François, otages français retenus en Syrie entre 2013 et 2014 de mentir en identifiant Mehdi Nemmouche comme un de leurs geôliers au côté de Najim Laachraoui. Les avocats de Mehdi Nemmouche ont défendu une thèse où leur client se serait fait piéger par les services de renseignement iraniens ou libanais après qu’il a effectué une mission d’infiltration auprès de l’EI pour leur compte. Les jurés ont jugé que cette version manquait « de vraisemblance et de crédibilité ». Codétenu de Mehdi Nemmouche à la prison de Salon-de-Provence (Bouches-du-Rhône) de 2009 à 2010, le Marseillais  Nacer Bendrer âgé de 30 ans au moment du procès, est condamné comme  « coauteur » alors que le ministère public avait appelé, en fin de procédure, à requalifier les accusations en simple « complice ».
Le 12 mars 2019, Mehdi Nemmouche est condamné à la réclusion criminelle à perpétuité assortie d’une mise à disposition du tribunal de l’application des peines d’une durée de 15 ans. Nacer Bendrer considéré comme co-auteur des faits est condamné à 15 ans de réclusion criminelle assortie d’une mise à disposition du tribunal de l’application des peines d’une durée de 5 ans.

## Procès en France
En février et mars 2025, Mehdi Nemmouche est jugé pour l'enlèvement, la séquestration et la torture d'otages en Syrie entre 2013 et 2014, ainsi que quatre autres djihadistes, dont deux doivent comparaître, Abdelmalek Tanem et Kais al Abdallah, et deux seront jugés par défaut, même s'ils sont présumés morts, le haut cadre de l’État islamique Oussama Atar, déjà condamné par défaut à la perpétuité au procès des attentats du 13 novembre 2015, qu’il avait commandités et Salim Benghalem, considéré comme le dirigeant de la détention des otages,.

## Documentaires télévisés
- « La tuerie de Bruxelles » dans Les faits Karl Zéro sur 13e rue et sur RMC Découverte.